# Eau Galle
La rivière Eau Galle (en anglais : Eau Galle River) est un cours d'eau qui coule dans l'État du Wisconsin aux États-Unis.
Sa longueur est de 56 kilomètres.
Elle prend sa source dans le Comté de Sainte-Croix.
La rivière Eau Galle traverse ensuite le comté de Pierce, le comté de Dunn, et le Comté de Pepin dans lequel elle se jette dans la rivière Chippewa près de la ville de Durand.
Les eaux de la rivière Eau Galle contribuent au bassin fluvial du fleuve Mississippi.
Son nom lui fut donné par les explorateurs français et coureurs des bois canadiens-français quand ils arpentaient cette région septentrionale de la Louisiane française et des Grands Lacs, à l'époque de la Nouvelle-France.